# N'Dounga
N'Dounga este o comună rurală din departamentul Kollo, regiunea Tillabéri, Niger, cu o populație de 14.862 de locuitori (2001).